# Mikhail Devyatyarov
Mikhail Talgatovich Devyatyarov (né le 25 février 1959 à Tchoussovoï) est un ancien fondeur soviétique. Son fils Mikhail Jun. Devjatiarov est un fondeur de haut niveau actuellement en activité.

## Jeux olympiques
- Jeux olympiques d'hiver de 1988 à Calgary  Canada:
  -  Médaille d'or sur 15 km.
  -  Médaille d'argent en relais 4 × 10 km.

## Championnats du monde
- Championnats du monde de ski nordique 1987 à Oberstdorf  Allemagne:
  -  Médaille d'argent en relais 4 × 10 km.
  -  Médaille de bronze sur 15 km.

## Coupe du monde
- Meilleur classement final: 13e en 1988.
- 2 victoires.